# クリス・マレー (バスケットボール)
クリストファー・ジェームズ・マレー（Kristopher James Murray, 2000年8月19日 - ）は、アメリカ合衆国アイオワ州シーダーラピッズ出身のプロバスケットボール選手。NBAのポートランド・トレイルブレイザーズに所属している。ポジションはパワーフォワードまたはスモールフォワード。

## 経歴

### ハイスクール
高校時代から双子の兄弟であるキーガンと共にプレーし、卒業後にDMEアカデミーで1年間プレーした後、キーガンと共にアイオワ大学へ進学した。

### カレッジ
1年目の2020-21シーズンは13試合に出場したが、合計で43分の出場に留まり、平均0.6得点と低調な成績に終わった。
2年目の2021-22シーズンは平均9.7得点・4.3リバウンドを記録した。シーズン終了後、キーガンと共に2022年のNBAドラフトにアーリーエントリーしたが、後に撤回して大学に残った。なお、キーガンはドラフト全体4位でサクラメント・キングスから指名され入団している。
3年目の2022-23シーズン開幕前に、メディアからカール・マローン賞、ジョン・R・ウッデン賞の受賞者候補として名前を挙げられた。このシーズンはエースを務めていたキーガンがチームを去ったこともあり役割が増加し、大幅に成績を伸ばした。

### ポートランド・トレイルブレイザーズ
2023年のNBAドラフトで、全体23位でポートランド・トレイルブレイザーズに指名された。
2023年7月2日、正式にブレイザーズと契約した。

## 家族
父のケニオンもアイオワ大学でプレーしたバスケットボール選手である。NBA選手のキーガン・マレーは双子の弟である。

## 個人成績

### NBA

#### レギュラーシーズン
| シーズン | チーム | GP  | GS | MPG  | FG%  | 3P%  | FT%  | RPG | APG | SPG | BPG | PPG |
| -------- | ------ | --- | -- | ---- | ---- | ---- | ---- | --- | --- | --- | --- | --- |
| 2023–24  | POR    | 62  | 29 | 21.7 | .396 | .268 | .661 | 3.6 | 1.3 | .9  | .3  | 6.1 |
| 2024–25  | POR    | 69  | 6  | 15.1 | .419 | .225 | .456 | 2.6 | 1.0 | .5  | .2  | 4.2 |
| 通算     | 通算   | 131 | 35 | 28.2 | .406 | .251 | .558 | 3.1 | 1.1 | .7  | .3  | 5.1 |

### カレッジ
| シーズン | チーム   | GP | GS | MPG  | FG%  | 3P%  | FT%   | RPG | APG | SPG | BPG | PPG  |
| -------- | -------- | -- | -- | ---- | ---- | ---- | ----- | --- | --- | --- | --- | ---- |
| 2020–21  | アイオワ | 13 | 0  | 3.1  | .231 | .000 | 1.000 | .6  | .1  | .1  | .1  | .6   |
| 2021–22  | アイオワ | 35 | 1  | 17.9 | .479 | .387 | .645  | 4.3 | 1.1 | .8  | .9  | 9.7  |
| 2022–23  | アイオワ | 29 | 29 | 34.9 | .476 | .335 | .729  | 7.9 | 2.0 | 1.0 | 1.2 | 20.2 |
| 通算     | 通算     | 77 | 30 | 21.8 | .473 | .348 | .699  | 5.0 | 1.2 | .8  | .9  | 12.1 |